# Devikota
|  | Aquest article tracta sobre Devikota al sud de l'Índia. Si cerqueu Devikota a Bengala, avui Bangladesh, vegeu «Devikot». |

Devikota o Divikkottei o Devikottai és un petit fort en ruïnes a Tamil Nadu a 38 km al nord de Tranquebar a la costa de Coromandel a la desembocadura del Coleroon o Kolladam.
Era seu d'un petit principat i el raja Saiyaji fou deposat vers 1740 per Tanjore i va demanar ajut als britànics que van enviar a 430 europeus i 1000 sipais dirigits pels capità Cope, que finalment no va arribar a l'objectiu i va haver de retornar. Una segona expedició estava formada encara per més gent, sota comandament del major S. Lawrence, que va assetjar el fort i el va acabar ocupant; entre els expedicionaris el tinent Robert Clive, que es va lliurar de la mort per poc. Fou cedida el 1749 pel raja de Tanjore, després de l'èxit de la segona expedició des de Fort Saint David, i fou el primer dels establiments de la Companyia Britànica de les Índies Orientals obtingut per conquesta militar. En apropar-se els francesos el juny de 1758 la fortalesa fou evacuada, però després de la batalla de Wandewash amb la victòria de Sir Eyre Coote, els francesos la van abandonar i els britànics la van recuperar (1760). Fou destruït pel riu i només resten ruïnes